# Enrico Wijngaarde
Enrico Wijngaarde (Lelydorp/Paramaribo, 1974. január 11. –) suriname-i nemzetközi labdarúgó-játékvezető. Polgári foglalkozása technikus.

## Pályafutása

### Nemzeti játékvezetés
2000-ben lett az I. Liga játékvezetője. Több alkalommal kapott lehetőséget, hogy Hollandiában játékvezetői továbbképzésen vegyen részt.

### Nemzetközi játékvezetés
A Suriname-i labdarúgó-szövetség Játékvezető Bizottsága (JB) terjesztette fel nemzetközi játékvezetőnek, a Nemzetközi Labdarúgó-szövetség (FIFA) 2002-től tartotta nyilván bírói keretében. Több nemzetek közötti válogatott és klubmérkőzést vezetett, vagy működő társának 4. bíróként segített.

#### Világbajnokság

##### U20-as labdarúgó-világbajnokság
Kanada rendezte a 16., a 2007-es U20-as labdarúgó-világbajnokságot, ahol a FIFA JB bíróként foglalkoztatta.
| Időpont         | Helyszín                       | Mérkőzés típusa              | Mérkőzés                                 | Eredmény | Nézők száma |
| --------------- | ------------------------------ | ---------------------------- | ---------------------------------------- | -------- | ----------- |
| 2007. július 2. | Commonwealth Stadion, Edmonton | csoportmérkőzés (A. csoport) | Kongói Demokratikus Köztársaság–Ausztria | 1 – 1    | 19 899      |
| 2007. július 6. | Olimpiai Stadion, Montréal     | csoportmérkőzés (D. csoport) | Lengyelország–Dél-Korea                  | 1 – 1    | 34 912      |

---
A világbajnoki döntőhöz vezető úton Dél-Afrikába a XIX., a 2010-es labdarúgó-világbajnokságra valamint Brazíliába a XX., a 2014-es labdarúgó-világbajnokságra a FIFA JB bíróként alkalmazta. Selejtező mérkőzéseket a CONCACAF zónában vezetett.

##### 2010-es labdarúgó-világbajnokság
2008-ban a FIFA JB bejelentette, hogy a Dél-afrikai rendezésű világbajnokság 54 lehetséges játékvezetőjének átmeneti listájára jelölte. Az első rostálást követő 38-as, szűkítette keretben nem maradt a jelöltek között.

###### Selejtező mérkőzés
| Időpont             | Helyszín                               | Mérkőzés típusa             | Mérkőzés                   | Eredmény | Nézők száma |
| ------------------- | -------------------------------------- | --------------------------- | -------------------------- | -------- | ----------- |
| 2008. március 26.   | Ergilio Hato Stadion, Willemstad       | előselejtező (első kör)     | Holland Antillák–Nicaragua | 2 – 0    | 9000        |
| 2008. június 15.    | Nemzeti Stadion, Panamaváros           | előselejtező (2/3C. kör)    | Panama–Salvador            | 1 – 0    | 22 150      |
| 2008. június 21.    | Marcel Saupin Stadion, Los Angeles     | előselejtező (2/1B. kör)    | Saint Lucia–Guatemala      | 1 – 3    | 12 000      |
| 2008. augusztus 20. | Nemzeti Stadion, Guatemalaváros        | előselejtező (3/1. kör)     | Guatemala–Amerika          | 0 – 1    | 26 000      |
| 2008. október 10.   | Commonwealth Stadion, Edmonton         | előselejtező (3/2. csoport) | Kanada–Mexikó              | 2 – 2    | 14 145      |
| 2008. november 19.  | Hasely Crawford Stadion, Port of Spain | előselejtező (3/1.kör)      | Trinidad és Tobago–Kuba    | 3 – 0    | 18 000      |

##### 2014-es labdarúgó-világbajnokság
2012-ben a FIFA JB bejelentette, hogy a brazil labdarúgó-világbajnokság lehetséges játékvezetőinek átmeneti listájára jelölte. Az utolsó válogatáson nem került az utazó keretbe.

###### Selejtező mérkőzés
| Időpont             | Helyszín                             | Mérkőzés típusa              | Mérkőzés                  | Eredmény | Nézők száma |
| ------------------- | ------------------------------------ | ---------------------------- | ------------------------- | -------- | ----------- |
| 2011. szeptember 6. | Juan Ramón Loubriel Stadion, Bayamón | előselejtező (2/D. kör)      | Puerto Rico–Kanada        | 0 – 3    | 4000        |
| 2011. október 7     | Windsor Park Stadion, Roseau         | előselejtező (2/C. kör)      | Dominika–Panama           | 0 – 5    | 4000        |
| 2011. november 11   | VárosiStadion, Providence            | előselejtező (3/B. kör)      | Guyana–Trinidad és Tobago | 2 – 1    | 18 000      |
| 2012. június 12.    | BMO Field Stadion, Toronto           | előselejtező (3/C. kör)      | Kanada–Honduras           | 0 – 0    | 16 132      |
| 2013. március 26.   | Nemzeti Stadion, San José            | előselejtező (döntő csoport) | Costa Rica–Jamaica        | 2 – 0    | 32 427      |
| 2013. június 18.    | Rio Tinto Stadion, Sandy             | előselejtező (döntő csoport) | Amerikai–Honduras         | 1 – 0    | 20 250      |

#### Arany Kupa
Amerikai Egyesült Államok rendezte a 8., a 2005-ös CONCACAF-aranykupa tornát, ahol a Észak- és Közép-amerikai, Karibi Labdarúgó-szövetségek Konföderációja (CONCACAF) JB bíróként foglalkoztatta.

##### 2005-ös CONCACAF-aranykupa

###### CONCACAF-aranykupa mérkőzés
| Időpont          | Helyszín                   | Mérkőzés típusa              | Mérkőzés                  | Eredmény | Nézők száma |
| ---------------- | -------------------------- | ---------------------------- | ------------------------- | -------- | ----------- |
| 2005. július 10. | Orange Bowl Stadion, Miami | csoportmérkőzés (A. csoport) | Panama–Trinidad és Tobago | 2 – 2    | 17 292      |
| 2005. július 12. | Orange Bowl Stadion, Miami | csoportmérkőzés (A. csoport) | Honduras–Panama           | 1 – 0    | 11 000      |

##### 2007-es CONCACAF-aranykupa

###### Selejtező mérkőzés
| Időpont              | Helyszín                          | Mérkőzés típusa         | Mérkőzés                                | Eredmény |
| -------------------- | --------------------------------- | ----------------------- | --------------------------------------- | -------- |
| 2006. szeptember 20. | Szabadidőpark Stadion, St. John’s | előselejtező (első kör) | Antigua és Barbuda–Anguilla             | 5 – 3    |
| 2006. szeptember 24. | Szabadidőpark Stadion, St. John’s | előselejtező (első kör) | Antigua és Barbuda–Saint Kitts és Nevis | 1 – 0    |
| 2006. november 248.  | Marcel Saupin Stadion, Nantes     | előselejtező (2. kör)   | Dominikai Köztársaság–Guadeloupe        | 0 – 3    |

###### CONCACAF-aranykupa mérkőzés
| Időpont          | Helyszín                   | Mérkőzés típusa              | Mérkőzés              | Eredmény | Nézők száma |
| ---------------- | -------------------------- | ---------------------------- | --------------------- | -------- | ----------- |
| 2007. június 6.  | Orange Bowl Stadion, Miami | csoportmérkőzés (A. csoport) | Costa Rica–Kanada     | 1 – 2    | 17 420      |
| 2007. június 11. | Orange Bowl Stadion, Miami | csoportmérkőzés (A. csoport) | Costa Rica–Guadeloupe | 1 – 0    | 15 892      |

##### 2009-es CONCACAF-aranykupa

###### Selejtező mérkőzés
| Időpont           | Helyszín                               | Mérkőzés típusa       | Mérkőzés                                | Eredmény |
| ----------------- | -------------------------------------- | --------------------- | --------------------------------------- | -------- |
| 2008. november 7. | Hasely Crawford Stadion, Port of Spain | előselejtező (2. kör) | Trinidad és Tobago–Saint Kitts és Nevis | 3 – 1    |
| 2008. november 9. | GSP Stadion, Nicosia                   | előselejtező (2. kör) | Saint Kitts és Nevis–Antigua és Barbuda | 3 – 4    |

##### 2011-es CONCACAF-aranykupa

###### Selejtező mérkőzés
| Időpont            | Helyszín                          | Mérkőzés típusa             | Mérkőzés                   | Eredmény |
| ------------------ | --------------------------------- | --------------------------- | -------------------------- | -------- |
| 2010. október 22.  | Nemzeti Stadion, St. George’s     | előselejtező (2. kör)       | Grenada–Puerto Rico        | 3 – 1    |
| 2010. október 26.  | Nemzeti Stadion, St. George's     | előselejtező (2. kör)       | Grenada–Guadeloupe         | 0 – 3    |
| 2010. november 27. | Nemzeti Stadion, Kingston         | előselejtező (döntőcsoport) | Jamaica–Antigua és Barbuda | 3 – 1    |
| 2010. november 29. | Szabadidőpark Stadion, St. John’s | előselejtező (döntőcsoport) | Antigua és Barbuda–Guyana  | 1 – 0    |
| 2010. december 3.  | Nemzeti Stadion, Havanna          | előselejtező (döntőcsoport) | Kuba– Guadeloupe           | 1 – 2    |
| 2010. december 5.  | Központi Stadion, Basse-Terre     | előselejtező (döntőcsoport) | Guadeloupe–Jamaica         | 1 – 1    |

###### CONCACAF-aranykupa mérkőzés
| Időpont          | Helyszín                   | Mérkőzés típusa              | Mérkőzés        | Eredmény | Nézők száma |
| ---------------- | -------------------------- | ---------------------------- | --------------- | -------- | ----------- |
| 2011. június 5.  | Cowboys Stadium, Arlington | csoportmérkőzés (A. csoport) | Mexikó–Salvador | 5 – 0    | 80 108      |
| 2011. június 22. | Reliant Stadion, Houston   | egyik elődöntő               | Amerika–Panama  | 1 – 0    | 70 627      |

##### 2013-as CONCACAF-aranykupa

###### Selejtező mérkőzés
| Időpont            | Helyszín                                    | Mérkőzés típusa              | Mérkőzés        | Eredmény |
| ------------------ | ------------------------------------------- | ---------------------------- | --------------- | -------- |
| 2012. december 8.  | d'Honneur de Dillon Stadion, Fort-de-France | előselejtező (döntő csoport) | Martinique–Kuba | 1 – 0    |
| 2012. december 14. | Sylvio Cator Stadion, Port-au-Prince        | előselejtező (döntő csoport) | Haiti–Kuba      | 0 – 1    |

###### CONCACAF-aranykupa mérkőzés
| Időpont          | Helyszín                                | Mérkőzés típusa              | Mérkőzés          | Eredmény | Nézők száma |
| ---------------- | --------------------------------------- | ---------------------------- | ----------------- | -------- | ----------- |
| 2013. július 13. | Rio Tinto Stadion, Sandy                | csoportmérkőzés (C. csoport) | Costa Rica–Belize | 1 – 0    |             |
| 2013. július 16. | Rentschler Field Stadion, East Hartford | csoportmérkőzés (C. csoport) | Kuba–Belize       | 4 – 0    |             |
| 2013. július 21. | M&T Bank Stadion, Baltimore             | egyik negyeddöntő            | Amerika–Salvador  | 5 – 1    | 70 540      |

##### 2015-ös CONCACAF-aranykupa

###### Selejtező mérkőzés
| Időpont         | Helyszín                                        | Mérkőzés típusa             | Mérkőzés                        | Eredmény |
| --------------- | ----------------------------------------------- | --------------------------- | ------------------------------- | -------- |
| 2014. május 30. | Guiilermo Prospero Trinidad Stadion, Oranjestad | előselejtező (alap csoport) | Aruba–Turks- és Caicos-szigetek | 1 – 0    |
| 2014. június 3. | Guiilermo Prospero Trinidad Stadion, Oranjestad | előselejtező (alap csoport) | Aruba–Francia Guyana            | 0 – 2    |

## Szakmai sikerek
2007-ben a CONCACAF a Karibi-térség legjobb játékvezetőjének választotta.